# Moldavská hokejová reprezentace
Moldavská hokejová reprezentace je národní hokejové mužstvo Moldavska. Moldavsko je členem Mezinárodní federace ledního hokeje od 20. května 2008. Mezinárodně dosud nehrálo.